# Прупт
Прупт (Пруп, Пруб) — река в России, протекает по Республике Коми по территории Усть-Куломского района. Устье реки находится в 27 км по левому берегу реки Северной Кельтмы. Длина реки составляет 163 км, площадь водосборного бассейна — 3230 км². Среднегодовой расход воды в 61 км от устья составляет 20,04 м³/с.

## Притоки
(расстояние от устья)
- 20 км: Речь (пр)
- 23 км: Виль (лв)
- 46 км: Соль (пр)
- 47 км: Ракакуа (лв)
- 48 км: Понъяёль (пр)
- 50 км: Борганъёль (лв)
- 53 км: Уюп (пр)
- 57 км: Кума
- 64 км: Вере (лв)
- 64 км: Кубра (лв)
- 66 км: Гызъяёль (лв)
- 101 км: Пивъю (лв)
- 103 км: Пывсяна (лв)
- 108 км: Аныб (пр)
- Галапасаёль (лв)
- 118 км: Нюмыд (пр)
- 123 км: Медвежий (лв)
- 128 км: Кузъёль (лв)
- 130 км: Кёдза (пр)
- 143 км: Сысь (лв)

## Данные водного реестра
По данным государственного водного реестра России относится к Двинско-Печорскому бассейновому округу, водохозяйственный участок реки — Вычегда от истока до города Сыктывкар, речной подбассейн реки — Вычегда. Речной бассейн реки — Северная Двина.
Код объекта в государственном водном реестре — 03020200112103000015623.